# Артур Небе
Артур Не́бе (нім. Arthur Nebe; 13 листопада 1894 — 3 березня 1945) — групенфюрер СС та генерал-лейтенант поліції (1941).

## Життєпис
Народився 13 листопада 1894 року в Берліні у сім'ї шкільного учителя.
З початком Першої світової війни добровольцем пішов на фронт. Був двічі поранений, отруєний газами. Нагороджений Залізними хрестами 1-го і 2-го ступенів. Війну закінчив у званні обер-лейтенанта.
Після демобілізації у 1920 році вступив на службу до берлінської кримінальної поліції. У липні 1923 року став комісаром поліції, працював у відділі по боротьбі з наркотиками. 1 квітня 1934 року А. Небе призначений начальником відділу міністерства внутрішніх справ.
З 1 липня 1931 року член НСДАП, з 2 грудня 1936 року — член СС.
У липні 1937 року був призначений начальником управління кримінальної поліції Німеччини (з вересня 1939 року — V управління Головного управління імперської безпеки (РСХА)). Очолював розслідування замаху на А. Гітлера, здійсненого Георгом Ельзером 8 листопада 1939 року в Мюнхені.
З початком німецько-радянської війни з червня по листопад 1941 року був відряджений до групи армій «Центр», очоливши айнзатцгрупу «В». Під його безпосереднім керівництвом на території окупованих Білорусі та Смоленщини було знищено близько 46 тисяч осіб. Ним розроблено програму евтаназії, план по депортації циган і низку заходів з «нейтралізації» неарійського населення Третього рейху.
Після повернення до Берліна пристав до німецького руху Спротиву, обіцяючи змовникам створити широку мережу антигітлерівського руху в складі кримінальної поліції, але жодних активних дій так і не прийняв. Після невдалого замаху 20 липня 1944 року сприяв арешту низки офіцерів, тим самим намагаючись відвести від себе підозру. Проте, після того, як був заарештований його колега Вольф-Генріх фон Гелльдорф, 25 липня несподівано зник. Через 2 дні, 27 липня 1944 року, біля ставку на північ від Берліна було знайдено автомобіль А. Небе та передсмертну записку дружині. 21 серпня було офіційно оголошено про його зникнення й оголошено винагороду в 50 000 марок за інформацію про місцеперебування. Тоді ж Небе був виключений з лав НСДАП, а у вересні — з лав СС. 16 січня 1945 року був виданий своєю коханкою й заарештований.
У лютому 1945 року переведений до концентраційного табору «Бухенвальд». Намагався вкоротити собі віку, порізавши вени, але був врятований. Народним трибуналом 2 березня 1945 року був засуджений до смертної кари через повішання й наступного дня страчений у берлінській в'язниці Плетцензеє.

## Нагороди[2]

### Перша світова війна
- Залізний хрест 2-го і 1-го класу
- Нагрудний знак «За поранення» в чорному

### Міжвоєнний період
- Почесний хрест ветерана війни з мечами
- Спортивний знак СА в золоті
- Кільце «Мертва голова»
- Почесна шпага рейхсфюрера СС
- Медаль «У пам'ять 1 жовтня 1938» з застібкою із зображенням Празького граду

### Друга світова війна
- Хрест Воєнних заслуг 2-го і 1-го класу з мечами
- Застібка до Залізного хреста 2-го і 1-го класу
- Медаль «За вислугу років у НСДАП» в бронзі, сріблі і золоті (25 років)
- Медаль «За вислугу років у поліції» 3-го і 2-го ступеня (18 років)